# 旧圣马夏尔
旧圣马夏尔（法語：Saint-Martial-le-Vieux，法語發音：[sɛ̃ maʁsjal lə vjø]）是法国克勒兹省的一个市镇，属于欧比松区。

## 地理
旧圣马夏尔（45°41'18"N, 2°18'42"E）面积22.22 平方千米，位于法国新阿基坦大区克勒兹省，该省份为法国中部省份，位于法國中央高原西北部，北起安德尔省和谢尔省，西接维埃纳省，南至科雷兹省，东临多姆山省，东北与阿列省接壤。
与旧圣马夏尔接壤的市镇（或旧市镇、城区）包括：萨尔索讷河畔库菲、上拉马济耶尔、圣雷米、拉库尔蒂讷、圣奥拉杜德希鲁兹。

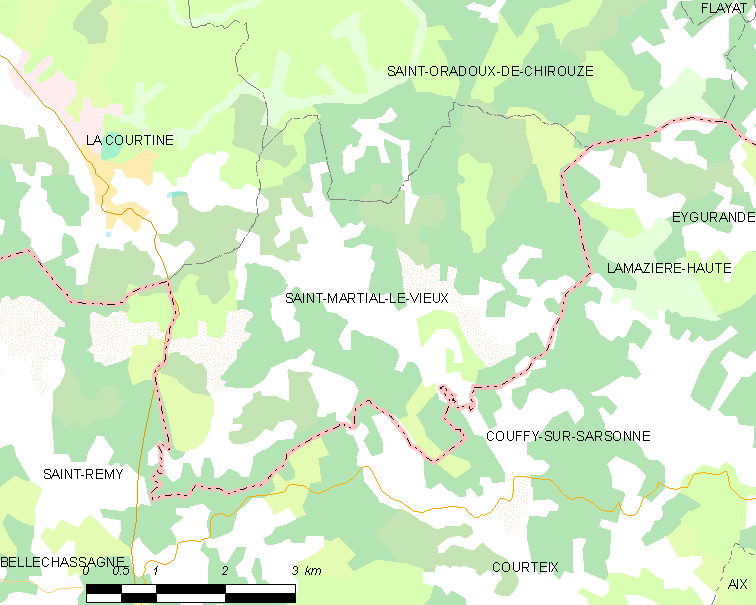
旧圣马夏尔的OSM定位图

旧圣马夏尔的时区为UTC+01:00、UTC+02:00（夏令时）。

## 行政
旧圣马夏尔的邮政编码为23100，INSEE市镇编码为23215。

## 政治
旧圣马夏尔所属的省级选区为欧藏斯县。

## 人口

1962-2008年间旧圣马夏尔人口变化图示

旧圣马夏尔于2022年1月1日时的人口数量为151人。